# Ojrzanowscy herbu Junosza

Herb Junosza

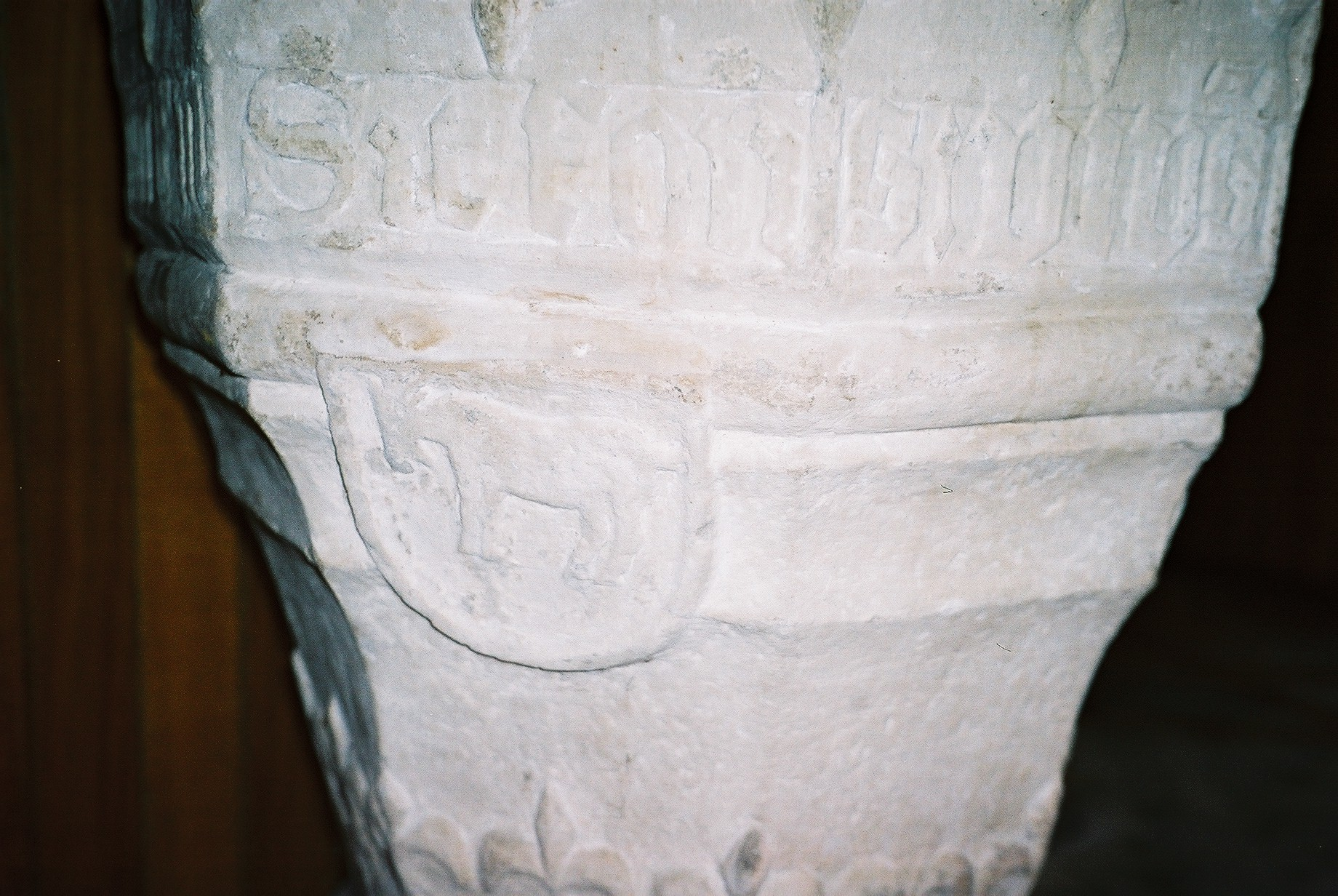
Gotycka chrzcielnica z wizerunkiem herbu Junosza z kościoła w Iwanowicach (pow. kaliski, gm. Szczytniki)

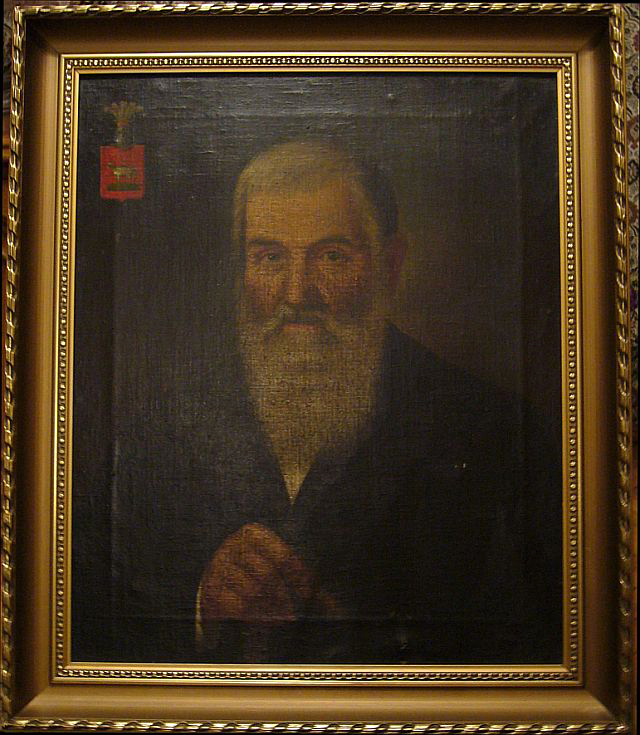
Franciszek Michał Oyrzanowski, autor obrazu nieznany

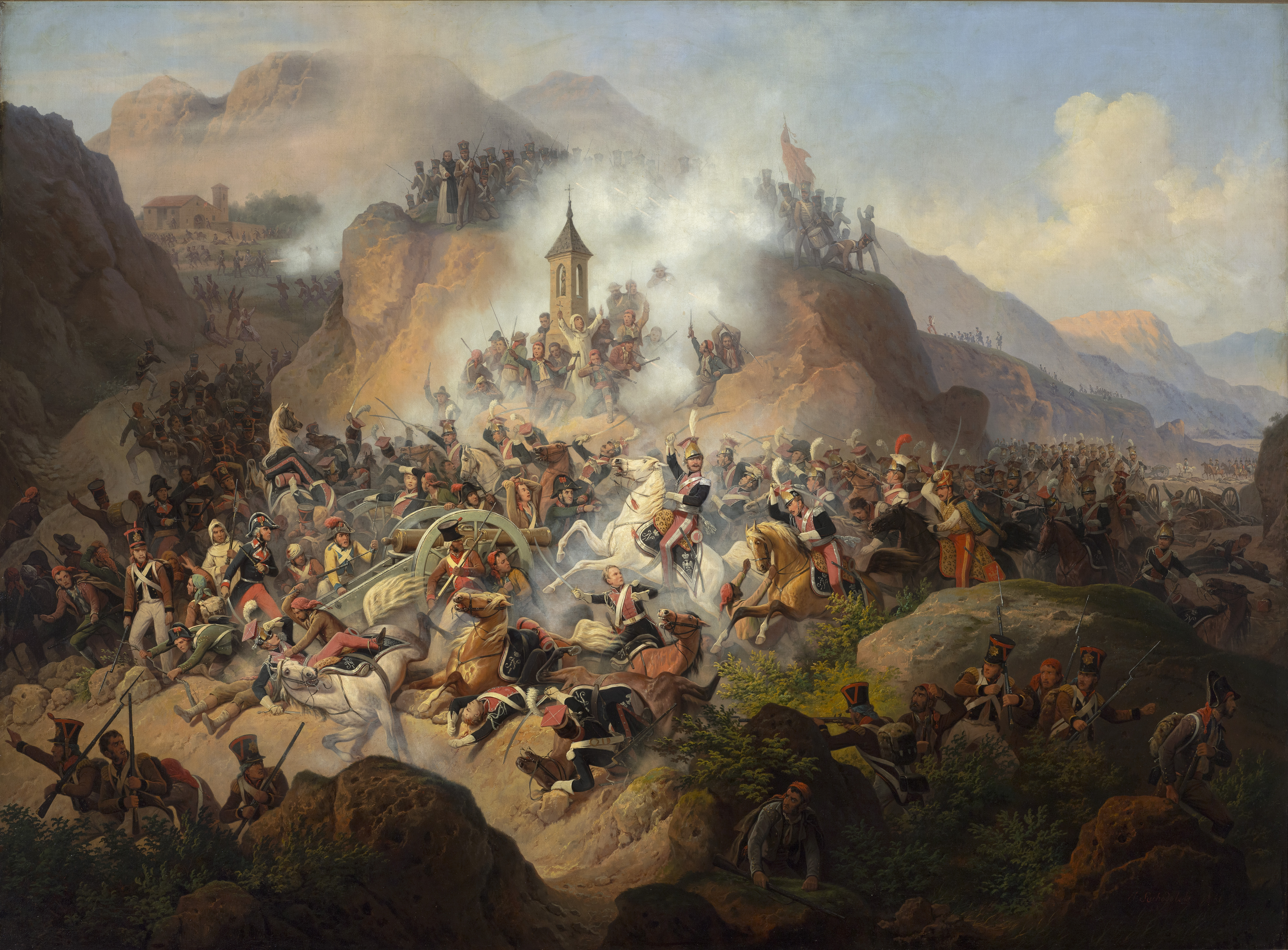
Bitwa pod Somosierrą, mal. January Suchodolski

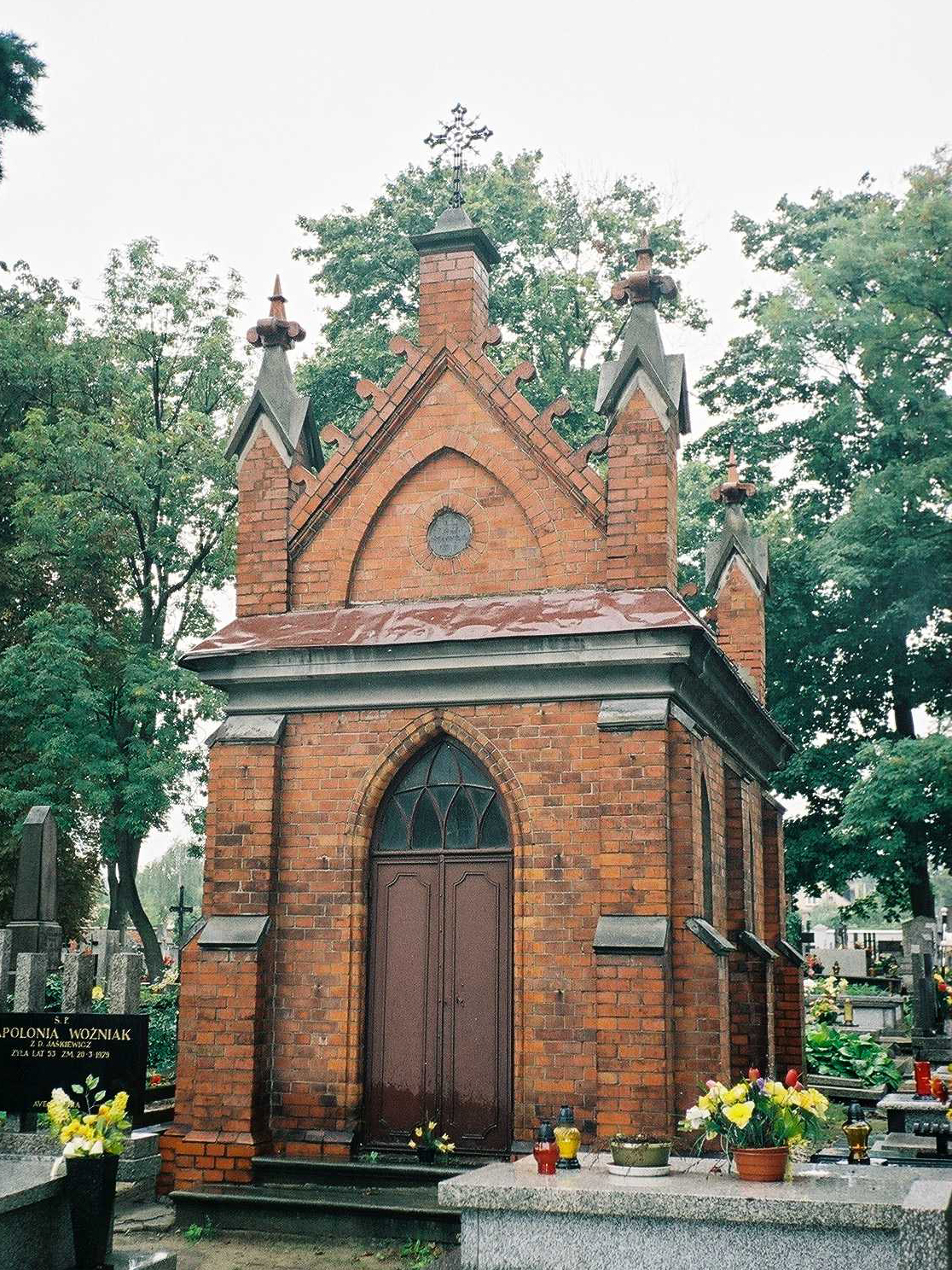
Kaplica rodzinna Oyrzanowskich z 1901 r. na cmentarzu w Kutnie

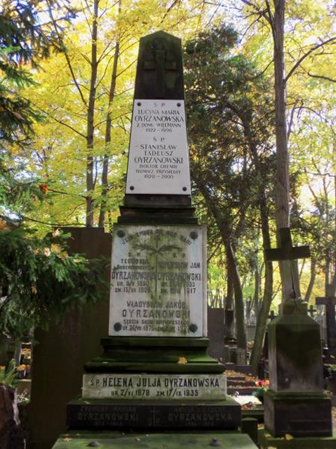
Pomnik rodzinny Oyrzanowskich, cmentarz Powązki, Warszawa

Ojrzanowscy herbu Junosza – polski ród szlachecki.

## Pochodzenie
Główna gałąź Ojrzanowskich geograficznie pochodzi z południowej części średniowiecznej ziemi łęczyckiej, od 1352 r. przekształconej w województwo łęczyckie. Tam w powiecie brzezińskim znajdują się w pobliżu siebie dwie starożytne osady stanowiące gniazda rodowe Ojrzanowskich Junoszów: Ojrzanów, od którego pochodzi nazwisko i Sangrodz. Pierwsza wzmianka o Ojrzanowie pochodzi z roku 1285, a o Sangrodzu z 1335. Badania wykazują, że Ojrzanów powstał w drugim okresie osadnictwa powiatu brzezińskiego: lata 1138–1250, natomiast Sangrodz powstał wcześniej, w pierwszym okresie osadnictwa powiatu brzezińskiego, w okresie VI w. do ok. 1138 r. Obie wsie początkowo stanowiły własność dóbr biskupich. Pod koniec XIII w. przeszły pod jurysdykcję książąt łęczyckich (Ojrzanów w 1285 r. na mocy decyzji księcia Leszka Czarnego). Obie wsie należały do parafii w Małczu.

## Początki rodu
Pod koniec XIV w. w Sangrodzu mieszkał Jakusz (Jakub) z rodu Junoszów wraz z żoną Heleną, a jego dwaj bracia Andrzej Bandzeliszka (Andrzej z Sangrodza) i Dadźbóg, pleban w Gorzycach i kanonik sandomierski, co najmniej od 1393 r. byli właścicielami Ojrzanowa. Odtąd przez najbliższe dwa wieki Ojrzanowscy gospodarzyli w Ojrzanowie i Sangrodzu. W 1576 r. Jakub i Jan Ojrzanowscy posiadali w Ojrzanowie młyn, 4 łany kmiece, karczmę z szynkarzem, 1 zagrodę pustą i 8 osadników. W Sangrodzu zaś 4 łany, 4 zagrody, karczmę, młyn, 1 łan pusty, 9 osadników. Wyprzedaże, zamiany a przede wszystkim podziały rodzinne doprowadziły do rozdrobnienia stanu posiadania, skutkiem czego Ojrzanowscy z początkiem XVII w. opuścili rodzinne strony osiedlając się w województwach sieradzkim, kaliskim, poznańskim, a także na Mazowszu i w Małopolsce. Gdziekolwiek jednak rzuciły ich losy, zawsze skutecznie władali, zarządzali lub administrowali podległymi włościami, a przy tym brali aktywny udział w utrwalaniu i rozwijaniu pomyślności rodziny oraz swojego kraju.

## Pisownia nazwiska
Pochodzenie nazwiska rodowego związane jest siedliskiem rodu – Ojrzanowem. Ponieważ w pierwotnej łacinie i średniowiecznym języku polskim nie występowała litera „j”, w powszechnym użyciu była w jej obecnym miejscu samogłoska „y”. Praktycznie dopiero od połowy XIX w. zaczęło się upowszechnianie w języku polskim litery „j”, co z czasem doprowadziło do występowania podwójnej pisowni nazwiska: Oyrzanowski – Ojrzanowski. Występuje tak do dziś, nawet w bliskiej rodzinie: ojciec – syn – bracia. Nie mniej jednak, bez względu na pisownie, etymologiczne pochodzenie nazwiska bierze swój rodowód od Ojrzanowa.

## Kalendarium
- 1386 – odnotowany pierwszy Ojrzanowski – Johannes Ojrzanowski w woj. łęczyckim, a więc pochodzić musiał z Ojrzanowa, możliwe, że protoplasta rodu, mógł być ojcem Jakusza[5].
- 1418 – pierwszy podział majątku przeprowadzony przez braci Stanisława i Janusza.
- 1589 – Akta koronne piotrkowskie: Nobilis Junosza Oyrzanowski (Jacobus) totalia et integra Bona sua omnia in Villa Sangrodz consistentia ... …nobilibus Joannis, Andreas et Cristoforo Oyrzanowskim dat donat demittit... „Urodzony Jakub Junosza Oyrzanowski, w całości i w dobrym stanie pozostające dobra swoje Sangrodz, urodzonym Janowi, Andrzejowi i Krzysztofowi Oyrzanowskim darowuje”.
- 1669 – elekcja króla Michała Korybuta Wiśniowieckiego; elektorzy Stanisław Ojrzanowski z woj. kaliskiego i Wojciech Ojrzanowski z ziemi wieluńskiej.
- 1674 – elekcja króla Jana III Sobieskiego; elektorzy Jan i Stefan Oyrzanowscy z woj. krakowskiego.
- 1733 – elekcja króla Stanisława I Leszczyńskiego; elektorzy Jan i Wojciech Ojrzanowscy z ziemi wieluńskiej.
- 1764 – elekcja króla Stanisława II Augusta Poniatowskiego; elektorzy Wojciech i Jan Ojrzanowscy z woj. sieradzkiego.
- 1808 – 30 listopad, wąwóz pod Somosierrą, szarża 3 szwadronu 1 pułku Szwoleżerów Gwardii, uczestniczy Jan Piotr Oyrzanowski, odznaczony w 1814 r. orderem Legii Honorowej.
- 1839 – wylegitymowani ze szlachectwa w Królestwie Polskim:

Ojrzanowski h. Junosza:
1. Kajetan Dominik, syn Ludwika
2. Ksiądz Kazimierz, syn Sebastiana
3. Jan /Kanty/ Piotr /z Alkantary/, syn Konstantego
4. Franciszek Michał, syn Konstantego
5. Tytus Kacper, syn Konstantego,
6. Józef Antoni, syn Jana[6].

- 1863 – w walkach w powstaniu styczniowym śmierć ponoszą Edmund Kryspin Oyrzanowski lat 21; Władysław Leon Ojrzanowski lat 23; Marceli Ojrzanowski lat 26.
- 1920 – podporucznik Stanisław Jan Ojrzanowski zastępca dowódcy 3 kompanii karabinów maszynowych 3 batalionu piechoty 43 pułku piechoty po walce z bolszewikami pod wsią Lubczyce otrzymuje pierwszy Krzyż Walecznych.
- 2008 – ukazuje się zbiór wspomnień Wacława Oyrzanowskiego pt. Czy starczy sił na przetrwanie?
- 2013 – ukazuje się książka biograficzna gen. bryg. Marka Konrada Ojrzanowskiego pt. Baczność, spocznij! Meandry i wyzwania.

## Wybrani członkowie rodziny
- Jakub Ojrzanowski (1764 – ?) kapitan, kurier Tadeusza Kościuszki i zarządca jego domu. Kurier Rady Zastępczej Tymczasowej i Rady Najwyższej Narodowej, adiutant ostatniego naczelnika powstania Tomasza Wawrzeckiego.
- Michał Junosza Oyrzanowski (1781 – 1823) kapitan, oficer Legii Włoskiej, Legii Nadwiślańskiej, Legii Polsko-Włoskiej, uczestnik wszystkich kampanii napoleońskich od włoskiej do bitwy pod Waterloo, poprzez San Domingo, wyprawę na Moskwę i bitwę narodów pod Lipskiem. Odznaczony orderem Legii Honorowej i Virtuti Militari.
- Antoni Ojrzanowski (1796 – 1877) ksiądz, proboszcz w Sobowie, Zgierzu, Goszczanowie, Kalinowej i Opatówku. Prałat kapituły kaliskiej, archidiakon kaliski. Aktywnie wspierał powstańców w powstaniu listopadowym, za co był prześladowany, m.in. więziony w Cytadeli Warszawskiej i zesłany na Syberię.
- Feliks Piotr Oyrzanowski (1871 – 1938), lekarz, służył jako lekarz wojskowy w stopniu kapitana w wojsku rosyjskim podczas wojny rosyjsko – japońskiej. Po wojnie lekarz ginekolog i położnik w Kutnie, autor pionierskich rozwiązań, zasłużony działacz społeczny.
- Władysław Jakub Oyrzanowski (1876 – 1927), prawnik, w latach 1921–1923 sędzia sądu okręgowego w Warszawie. 1923 – 1927 sędzia sądu apelacyjnego, od 1927 sędzia Sądu Najwyższego.
- Piotr Ojrzanowski (1891 – ?) oficer zawodowy WP, major. Odznaczony za wojnę z bolszewikami orderem Virtuti Militari. Służył w Legionach Polskich, w wielu jednostkach wojskowych, w Sztabie Generalnym, brał udział w kampanii wrześniowej, po jej zakończeniu w oflagach Rothenburg i Woldenberg.
- Bronisław Stefan Oyrzanowski (1913 – 1997) profesor ekonomii Szkoły Głównej Handlowej, Uniwersytetu Jagiellońskiego, Massachusetts Institute of Technology, Uniwersytetu Harvarda, University of Wisconsin. Uczony, autor wielu podręczników i publikacji naukowych szeroko tłumaczonych na języki obce.
- Juliusz Ojrzanowski (1915 – 1976) nauczyciel, związany z Hajnówką i Puszczą Białowieską. Specjalista w zakresie materiałoznawstwa i technologii drewna, miłośnik przyrody, działacz społeczny.
- Janina Róża Oyrzanowska – Poplewska (1918 – 2001), lekarz, naukowiec, profesor nauk weterynaryjnych Uniwersytetu Warszawskiego i SGGW. Mąż Mieczysław Poplewski oficer rezerwy zamordowany przez NKWD w Starobielsku w 1940 r. Podczas okupacji udzielała pomocy Żydom, wraz z siostrą Marią uhonorowana medalem Sprawiedliwy Wśród Narodów Świata.
- Marian Józef Ojrzanowski (1918 – 1996), podporucznik, dowódca baterii przeciwpancernej 1 pułku artylerii przeciwpancernej 1 Dywizji Pancernej gen. Maczka. Odznaczony orderem Virtuti Militari w 1944 r.
- Elżbieta Oyrzanowska – Zielonacka (1945 – 2019), scenograf, reżyser teatralny i filmowy, artysta plastyk.